# 山田デイジー
山田 デイジー（やまだ デイジー、4月12日生）は、日本の漫画家、イラストレーター。京都府出身。血液型はA型。

## 来歴
福知山淑徳高校、京都嵯峨芸術大学短期大学部卒業。杏のペンネームで『ファンロード』の常連投稿者として活動した後、2004年に「恋が、はじまる。」でプロデビュー。『すきだから おもうこと』で「なかよしまんがスクール」リニューアル（改編）後初となるゴールド賞を受賞。『なかよし』および『なかよしラブリー』（講談社）を中心に執筆活動を展開。また、東日本大震災チャリティ同人誌「pray for Japan」にも作品を発表している。

## 作品リスト
- 恋が、はじまる。（『なかよし』2004年7月号別冊ふろく Pocket NAKAYOSI） - デビュー作。
- トマトと14歳（『なかよしラブリー』2004年夏の号 ）
- ゆきのはな（『なかよし』2004年12月号別冊ふろく Pocket NAKAYOSI）
- まっしろ（『なかよしラブリー』2005年冬の号）
- キャンディ・フラワー（『なかよしラブリー』2005年春の号）
- ティアラ（『なかよしラブリー』2005年秋の号）
- ふたりの王子（『なかよしラブリー』2006年冬の号）
- 天に星 地には花 キミに愛を（『なかよしラブリー』2006年春の号）
- クリームソーダの夏（『なかよしラブリー』2006年夏の号）
- イノセント・ワールド（『なかよしラブリー』2007年春の号 - 2011年夏の号）
- ギリコイ（『なかよし』2008年4月号 - 11月号)
- ボーイフレンド（『なかよし』2009年4月号 - 2010年2月号)
- ともだち以下ッ!（読みきり、『ボーイフレンド』3巻収録）
- ひなまつり（読みきり、『地獄少女 閻魔あいセレクション激こわストーリー黒』 収録） - 単行本描きおろし。
- 先生に、あげる。（『なかよし』2010年8月号 - 2011年5月号)
- 王子とヒーロー（『なかよし』2011年12月号 - 2013年2月号）
- 恋するふたごとメガネのブルー（『なかよし』2013年5月号 - 2014年12月号）
- 初恋はじめました。（『なかよし』2015年4月号 - 2016年11月号）
- ともだちごっこ（『月刊バーズ』2015年11月号[1] - 2018年8月号→『デンシバーズ』2018年7月 - 9月）
- ブラット・ハントちゅっ（『なかよし』2018年5月号[2] - 2019年4月号）

## 単行本
講談社コミックスなかよし（講談社）
- 『キャンディ・フラワー』 2005年6月6日第1刷発行、ISBN 4-06-364120-1
  - 表題作の他に「恋が、はじまる。」「トマトと14歳」「まっしろ」「キャンディ・フラワー」「ゆきのはな」を併録。
- 『昨日、いえなかったこと』 2006年9月6日第1刷発行、ISBN 4-06-364120-1
  - 表題作の他に「ティアラ」「ふたりの王子」「天には星 地には花 キミに愛を」「クリームソーダの夏」を併録。
- 『イノセント・ワールド1』 2007年9月6日第1刷発行、 ISBN 978-4-06-364162-2
- 『ギリコイ』 全2巻
  1. 2008年8月6日第1刷発行、ISBN 978-4-06-364195-0
  2. 2009年2月6日第1刷発行、ISBN 978-4-06-364211-7
- 『ボーイフレンド』 全3巻
  1. 2009年7月17日第1刷発行、ISBN 978-4-06-364229-2
  2. 2009年12月4日第1刷発行、ISBN 978-4-06-364242-1
  3. 2010年4月6日第1刷発行、ISBN 978-4-06-364259-9
- 『先生に、あげる。』 全3巻
  1. 2010年12月6日第1刷発行、ISBN 978-4-06-364288-9
  2. 2011年3月4日第1刷発行、ISBN 978-4-06-364297-1
  3. 2011年9月6日第1刷発行、ISBN 978-4-06-364321-3
- 『王子とヒーロー』 全4巻
  1. 2012年4月6日第1刷発行、ISBN 978-4-06-364349-7
  2. 2012年7月6日第1刷発行、ISBN 978-4-06-364357-2
  3. 2012年12月6日第1刷発行、ISBN 978-4-06-364370-1
  4. 2013年4月5日第1刷発行、ISBN 978-4-06-364379-4
- 『恋するふたごとメガネのブルー』 全5巻
  1. 2013年8月6日第1刷発行、ISBN 978-4-06-364394-7
  2. 2014年1月10日第1刷発行、ISBN 978-4-06-364408-1
  3. 2014年4月11日第1刷発行、ISBN 978-4-06-364421-0
  4. 2014年9月12日第1刷発行、ISBN 978-4-06-364442-5
  5. 2015年3月13日第1刷発行、ISBN 978-4-06-364463-0
- 『初恋はじめました。』 全5巻
  1. 2015年9月11日第1刷発行、ISBN 978-4-06-364482-1
  2. 2016年1月13日第1刷発行、ISBN 978-4-06-364496-8
  3. 2016年4月13日第1刷発行、ISBN 978-4-06-391509-9
  4. 2016年9月13日第1刷発行、ISBN 978-4-06-391526-6
  5. 2017年1月13日第1刷発行、ISBN 978-4-06-391535-8
- 『ブラット・ハントちゅっ』 全3巻
  1. 2018年11月13日第1刷発行、ISBN 978-4-06-513858-8
  2. 2019年3月13日第1刷発行、ISBN 978-4-06-514902-7
  3. 2019年7月12日第1刷発行、ISBN 978-4-06-516264-4

バーズコミックス スピカコレクション（幻冬舎コミックス）
- 『ともだちごっこ』全3巻
  1. 2016年9月24日発売、ISBN 978-4-344-83793-5
  2. 2017年9月23日発売、ISBN 978-4-344-84060-7
  3. 2018年11月24日発売、ISBN 978-4-344-84345-5

## オムニバス作品集
全て講談社コミックスなかよし（講談社）より刊行。他作者と共著。
- 『恋は、イノセント。』 2010年8月10日第1刷発行、 ISBN 978-4-06-375771-2
- 『地獄少女 閻魔あいセレクション 激こわストーリー 黒』 2010年3月19日第1刷発行、 ISBN 978-4-06-364258-2
- 『キズナ 本当にあった泣けちゃう感動ストーリー』 2012年3月6日第1刷発行、 ISBN 978-4-06-364346-6
- 『涙100万粒のリアル いじめはそこにある。』 2014年9月12日第1刷発行、ISBN 978-4-06-364440-1

全てバーズコミックス（幻冬舎）より刊行。他作者と共著。
- 『星の恋物語』 2015年5月23日第1刷発行、ISBN 978-4-34-483441-5

## 挿絵イラスト
全て角川つばさ文庫（KADOKAWA）より刊行。
- 『カナデ、奏でます!』（著：ごとうしのぶ）全2巻
  1. ようこそ☆一中吹奏楽部へ 2012年11月15日発行、ISBN 978-4-04-631278-5
  2. ユーレイ部員さん、いらっしゃ〜い! 2013年5月15日発行、ISBN 978-4-04-631316-4
- 『初恋ストーリーズ キュン・としちゃう、5つのLOVE物語』（著：アンソロジー）全1巻
  - 2011年11月10日発行、ISBN 978-4-04-631186-3『カナデ、奏でます!』の短編の挿絵、表紙イラストを担当。

- 『手足のないチアリーダー』（著：佐野有美）全1巻
  - 2014年08月15日発行、ISBN 978-4-04-631406-2

全てポプラポケット文庫ガールズ（ポプラ社）
- 『尾木ママの女の子相談室』（著：尾木直樹）全2巻
  1. なりたいわたしになるっ! 2013年12月6日発行、ISBN 978-4-59-113697-3
  2. スッキリ解決★友だちの悩み 2014年6月6日発行、ISBN 978-4-59-114020-8

全て青い鳥文庫（講談社）
- 『初恋×12歳』（著：名木田恵子）全2巻
  1. 赤い実はじけた 2015年3月13日発行、ISBN 978-4-06-285476-4
  2. ホントの気持ち 2015年10月9日発行、ISBN 978-4-06-285516-7
- 『ドラキュラの町で、二人は』（著：名木田恵子）全1巻
  - 2017年2月9日発行、ISBN 978-4-06-285605-8